# Reggie Theus
Reggie Theus (* 13. Oktober 1957 in Inglewood, Kalifornien) ist ein ehemaliger US-amerikanischer Basketballspieler und aktueller Basketballtrainer.
In seiner Collegezeit spielte Reggie Theus drei Jahre für die UNLV. Anschließend meldete er sich für den NBA-Draft 1978 und wurde dort von den Chicago Bulls als neunter Spieler in der ersten Runde ausgewählt. Im ersten Jahr nutzte er seine Spielzeit von durchschnittlich 33,6 Minuten für 16,3 Punkte und wurde ins NBA All-Rookie Team gewählt. In seinen ersten fünf Jahren für die Bulls bestritt er jeweils alle 82 Spiele. In den Jahren 1981 und 1983 wurde er zum All-Star Game eingeladen. Die 23,8 Punkte pro Spiel in der Saison 1982/83 blieben bis zum Karriereende der Bestwert für Theus. Die einzige Playoff-Teilnahme von Reggie Theus mit den Bulls in der Saison 1980/81 endete mit einer 0:4-Niederlage gegen die Boston Celtics im Conference-Halbfinale. Am 15. Februar 1984 verließ er die Bulls im Austausch gegen Steve Johnson und drei Zweitrunden Draftpicks und ging zu den Kansas City Kings.
Auch in den 4½ Jahren bei den Kings stand Theus fast immer in der Startaufstellung. Vor der Saison 1985/86 zog das Franchise um und nannte sich nun Sacramento Kings. Im ersten Jahr in Sacramento qualifizierte sich das Team mit 45 % gewonnener Spiele für die Playoffs. Dort schied man in der ersten Runde sieglos gegen die Houston Rockets aus. In den folgenden Jahren wurden die Playoffs klar verpasst. Vor der Saison 1988/89 wurde Theus mit einem Drittrunden Draftpick im Tausch gegen Randy Wittman und einen Erstrunden Draftpick zu den Atlanta Hawks transferiert.
In Atlanta stand er erneut in allen 82 Begegnungen von Beginn an auf dem Feld. Mit 52 Siegen qualifizierten sich die Hawks als viertbestes Team im Osten für die Playoffs. Dort verlor man gegen die fünftplatzierten Milwaukee Bucks mit 2:3. Theus kam bei seiner letzten Playoffteilnahme nur auf 7,4 Punkte pro Spiel. In der Saison 1989/90 wurde die NBA um die beiden Franchises Orlando Magic und Minnesota Timberwolves erweitert. Beide Teams konnten sich im Expansion Draft Spieler der alten Franchises auswählen. Diese hatten die Möglichkeit acht Spieler zu schützen, die sie keinesfalls verlieren wollten. Die Hawks schützten Reggie Theus nicht und er wurde im Draft an dritter Stelle von der Orlando Magic ausgewählt.
In Orlando zählte er zu den Leistungsträgern, das neu formierte Team kam aber nur auf 18 Siege. Nach der Saison wechselte er für zwei Zweitrunden Draftpicks zu den New Jersey Nets.
In seinem letzten Jahr in der NBA war er der erfolgreichste Schütze für die Nets, die jedoch weit davon entfernt waren um den Einzug in die Playoffs zu spielen. Theus bestritt 81 Spiele und stand dabei immer in der Startformation. Sein letztes Spiel machte er am 21. April 1991 gegen sein ehemaliges Team aus Orlando.
In seiner Karriere bestritt er 1.026 Spiele und erzielt dabei 19.015 Punkte. Damit gehört er bis heute zu den 50 erfolgreichsten Punktesammlern in der Geschichte der NBA. Mit 6.453 Assists liegt er auf Platz 23 der ewigen Bestenliste.